# Valentino Renzi
Valentino Renzi (Porto Sant'Elpidio, 25 dicembre 1954) è un dirigente sportivo italiano, dal 2009 al 2014 a capo della Lega Basket.

## Carriera
Ha iniziato la carriera nel mondo della pallacanestro come dirigente del Porto San Giorgio contribuendo alla crescita societaria e del movimento cestistico locale arrivando al traguardo del basket professionistico (Serie A2) a metà degli anni '80.
Dal 1988 è stato general manager della Pallacanestro Trapani contribuendo, anche qui, al raggiungimento di ottimi risultati come la massima categoria, la Serie A1, nel 1991.
Nel 1994 si trasferisce all'A.P.L. Puteoli del presidente Lubrano in Serie B d'Eccellenza, ed anche qui, contribuisce alla promozione in Serie A2 nel 1996.
Nel 1998 diventa per un biennio Direttore Generale della Scavolini Pesaro.
Con la nascita della Legadue nel 2001 ne assume l'incarico di direttore generale, e nel 2002 viene nominato presidente; ha mantenuto l'incarico sino al 2009. Nel biennio 2006-2008 è stato vicepresidente della Federazione Italiana Pallacanestro. Dal 2009 al 2014 è stato il presidente della Lega Basket.